# Backpackers
Backpackers je americko-kanadský komediální webový a televizní seriál, jehož autory jsou Jay Bennett, Daniel Dales a Jarrett Sherman. První osmidílná řada byla vydána na webových stránkách kanadské televize CTV a na webu CW Seed. V roce 2014 si americká stanice The CW objednala seriál pro své televizní vysílání. Z existujících epizod byly sestříhány čtyři díly o délce přibližně 20 minut, a také vzniklo dalších šest nových, stejně dlouhých epizod. Ve dnech 14. a 21. července 2014 The CW odvysílala první dvě televizní epizody, kvůli nízké sledovanosti byl ale seriál zrušen. V roce 2015 bylo oněch šest televizních dílů rozděleno do 24 kratších částí a vydáno na CW Seed.

## Příběh
Kamarádi Ryan a Brandon cestují po Evropě a hledají Ryanovu snoubenku Beth, která mu utekla. Společně s Brandonovým bratrem Andrewem také pátrají po Ryanově ukradeném deníku, který zamýšlel mladík vydat.

## Obsazení
- Noah Reid jako Ryan
- Dillon Casey jako Brandon

## Seznam dílů
| Č. v seriálu | Původní název                          | Režie     | Scénář                     | Premiéra v USA    |
| ------------ | -------------------------------------- | --------- | -------------------------- | ----------------- |
| 1            | It's Like, 'ow You Say, The Crazy Love | Josh Levy | Adam M. Reid a Max B. Reid | 14. července 2014 |
| 2            | A-MILF-ey Coast                        | Josh Levy | Adam M. Reid a Max B. Reid | 21. července 2014 |